# Afromelanichneumon transvaalensis
Afromelanichneumon transvaalensis är en stekelart som först beskrevs av Cameron 1911.  Afromelanichneumon transvaalensis ingår i släktet Afromelanichneumon och familjen brokparasitsteklar.

## Underarter
Arten delas in i följande underarter:
- A. t. benguellensis
- A. t. rubicundus